# Aplocheilichthys rudolfianus
Aplocheilichthys rudolfianus é uma espécie de peixe da família Poeciliidae.
É endémica do Quénia.
Os seus habitats naturais são: lagos de água doce.